# Humphrey de Bohun (1276-1322)

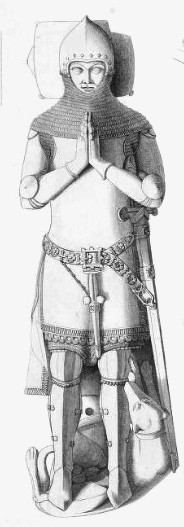
De graftombe van Humphrey de Bohun in de kathedraal van Hereford.

Humphrey de Bohun, 4e graaf van Hereford (circa 1276 - Boroughbridge, 16 maart 1322) was een Engelse magnaat.

## Herkomst
Humphrey de Bohun stamde uit het Anglonormandische adellijke geslacht Bohun. Hij was de enige zoon van Humphrey de Bohun, de derde graaf van Hereford, uit diens huwelijk met Maud van Fiennes, dochter van heer Engelram van Fiennes. Na de dood van zijn vader legde hij op 16 februari 1299 de eed van trouw af bij koning Eduard I van Engeland. Hij erfde de omvangrijke bezittingen van zijn vader, net als diens ambt van Constable van Engeland. Naast de titel van graaf van Hereford, droeg hij ook de titel van graaf van Essex. Tot zijn omvangrijke landgoederen behoorden landerijen in Engeland − vooral in Essex en Wiltshire − en landerijen in de Welsh Marches, waaronder Brecon, Huntingdon, Caldicot en Hay.

## Magnaat onder Eduard I
Als een van de machtigste Engelse baronnen werd hij op 10 september 1299 uitgenodigd bij de bruiloft van koning Eduard I en Margaretha van Frankrijk in Canterbury. Tijdens de Schotse Onafhankelijkheidsoorlog nam hij in 1300 deel aan het beleg van het kasteel van Caerlaverock.
Op 14 november 1302 huwde hij in Westminster Abbey met Elisabeth van Engeland (1282-1316), dochter van koning Eduard I uit diens eerste huwelijk met Eleonora van Castilië en weduwe van graaf Jan I van Holland. Om met Elisabeth te kunnen huwen, moest Humphrey de Bohun zijn bezittingen en rechten als graaf en constable afstaan aan de Engelse koning, die hij na het huwelijk teruggaf aan Humphrey en Elisabeth.
Nadat Robert the Bruce zich in 1306 tot koning van Schotland kroonde, nam Bohun opnieuw deel aan een veldtocht tegen de Schotten. Tijdens de veldtocht schonk koning Eduard I hem Lochmaben Castle en andere inbeslaggenomen goederen van Robert the Bruce in Annandale. Ook belegerde hij samen met graaf Thomas van Lancaster Kildrummy Castle. Na de verovering van de burcht werden de echtgenote van the Bruce en andere familieleden van de Schotse koning gevangengenomen.

## Lid van de adellijke oppositie tegen Piers Gaveston
Nadat koning Eduard I in juli 1307 was overleden, werd diens zoon Eduard II de nieuwe Engelse koning. Bohun was zijn jongere zwager eerst gunstig gezind en steunde in augustus 1307 de benoeming van diens gunsteling Piers Gaveston tot graaf van Cornwall. De volgende maanden bevond de graaf van Hereford zich geregeld aan het koninklijke hof. Toen koning Eduard II in januari 1308 naar Frankrijk reisde voor zijn huwelijk met Isabella van Frankrijk en Gaveston als regent aanstelde, sloot de Bohun zich echter aan bij de adellijke oppositie en ondertekende hij het Akkoord van Boulogne dat zich verzette tegen de benoeming van Gaveston. In april 1308 was hij ook van de edelen die onder leiding van Henry de Lacy, de graaf van Lincoln de eisen van het Parlement aan de koning overhandigden. Toch verbleef hij in 1308 en 1309 nog regelmatig aan het koninklijk hof. In 1310 werd hij verkozen als een van de Lords Ordainers, die door Ordinanties de koninklijke huishouding en de regering moest hervormen. Aan de veldtocht in Schotland in 1310-1311 zou hij wegens zijn tegenstand tegen Gaveston niet deelgenomen hebben. Om die reden onthief de koning hem van zijn ambt van Constable van Engeland, maar op 28 augustus 1311 werd hij in die functie hersteld. 
Hetzelfde jaar werd Gaveston door de adellijke oppositie in ballingschap gedwongen. Ondanks het feit dat de Ordinanties zijn terugkeer naar Engeland uitdrukkelijk verboden, keerde Gaveston in 1312 terug uit ballingschap. Vervolgens behoorde Bohun tot de magnaten die een militaire aanval tegen Gaveston begonnen. Met zijn troepen bewaakte hij Oost-Engeland en nadat Gaveston werd gevangengenomen, trok hij naar Warwick Castle, waar hij deelnam aan de besprekingen die op 19 juni 1312 tot Gavestons executie leidde.

## Verzoening met Eduard II
Aansluitend was Bohun betrokken bij de onderhandelingen met de koning, die zich met de adellijke oppositie verzoende en Bohun in oktober 1313 vergiffenis schonk. In juni 1314 nam hij deel aan een nieuwe veldtocht in Schotland, tot het Engelse leger in de Slag bij Bannockburn een vernietigende nederlaag leed. Aan het begin van de tweede dag van de veldslag had de Bohun een bittere ruzie met Gilbert de Clare, de jonge graaf van Gloucester. Bohun en de Clare leidden samen de voorhoede van het leger, maar twistten over hun rang en hun bevelsgezag. Gilbert de Clare sneuvelde kort daarna in een onbezonnen aanval op de Schotse linies, wat als belangrijkste oorzaak van de Engelse nederlaag werd gezien. Na de slag vluchtten Bohun en andere edelen naar Carlisle, waar ze hun toevlucht zochten in Bothwell Castle. De commandant van de burcht, een Schot genaamd Walter fitz Gilbert, liep echter naar de Schotten over en gaf het kasteel en de gasten aan hen over. Bohun belandde in gevangenschap maar kwam al snel terug vrij, nadat hij geruild was tegen Elizabeth de Burgh, de echtgenote van Robert the Bruce die sinds 1306 in Engelse gevangenschap verbleef.
Tussen 1315 en 1320 was Bohun weer vaak aanwezig aan het Britse hof. Zijn verzoening met de koning was oprecht, aangezien hij op 2 januari 1315 aanwezig was bij de begrafenis van Piers Gaveston in Kings Langley. Op 11 februari 1316 werd hij bevelhebber van het koninklijk leger dat de opstand van Llywelyn Bren in het Welshe Glamorgan moest neerslaan. Bohun smeekte de koning om Llywelyn Bren met mildheid te behandelen, maar na het neerslaan van de opstand kwam hij in conflict met Hugh le Despenser de Jongere, die Bren zonder proces had laten executeren. Later zou Bohun de weduwe en de kinderen van Bren ondersteunen. In 1316 behoorde hij eveneens tot een comité dat het koninklijk hof en het koninkrijk moest hervormen. In 1318 was hij niet betrokken bij de onderhandelingen over het Verdrag van Leake, waarbij koning Eduard II vrede sloot met de adellijke oppositie aangevoerd door Thomas van Lancaster. Van 1318 tot 1319 nam de graaf van Hereford opnieuw deel aan een veldtocht tegen de Schotten.

## Tegenstander van Despenser en rebellie tegen de koning
Vanaf 1318 nam de invloed van Despenser de Jongere en zijn gelijknamige vader op de koning enorm toe. Als gunsteling van de koning begon Despenser de Jongere zijn territorium in Zuid-Wales uit te breiden, ten koste van andere edelen in de Welsh Marches. Als een van de machtigste edelen in de Welsh Marches was de Bohun de natuurlijke leider van de baronnen die zich tegen Despenser verbonden. In 1320 kwam het in Zuid-Wales tot een erfopvolgingsstrijd om de baronie Gower, een gebied waar ook Bohun interesse in toonde. Nadat de koning in het conflict was tussengekomen ten voordele van Despenser en ten nadele van de rechten en privileges van de edelen in de Welsh Marches, werd Humphrey de Bohun een bittere tegenstander van Eduard II. Op 30 januari 1321 verbood de koning hem om deel te nemen aan een vergadering met andere magnaten. 
Vermoedelijk sloot de graaf van Hereford kort nadien een bondgenootschap met Lancaster. Dat Bohun niet verscheen op een ontmoeting met adelsmaarschalk Thomas van Brotherton, was voor de koning reden om op 16 maart 1321 Builth Castle te bezetten, een burcht van de Bohun in Wales. Het conflict tussen Eduard II en Despenser enerzijds en de adellijke oppositie anderzijds begon steeds meer te escaleren en op 4 mei startten troepen aangevoerd door Bohun en andere edelen in de Welsh Marches met de zogenaamde Despenser War, waarbij Despensers gebieden veroverd en geplunderd werden. De koning moest uiteindelijk toegeven aan de druk van de oppositie en liet in augustus 1321 de Despensers verbannen, maar begon in september met een tegenaanval. Toen hij de koninklijke legers aan het naderen waren, bezette Bohun in december Gloucester en brandde hij Bridgnorth met de brug over Severn plat om de koninklijke troepen de weg naar Wales te versperren. Vervolgens trok het koninklijke leger ten oosten van de Severn verder noordwaarts en staken ze op 14 januari 1322 nabij Shrewsbury de rivier over, waarop verschillende Welshe edelen zich overgaven. Bohun trok zich terug in Pontefract Castle en op 23 januari werden zijn landerijen door koning Eduard II in beslag genomen. Lancaster, Bohun en de overgebleven rebellen vluchtten naar Noord-Engeland, waar ze op 16 maart 1322 in de Slag bij Boroughbridge beslissend werden verslagen. Bij de veldslag voerde Bohun in de strijd om de brug over de Urerivier de infanterie van de rebellen aan. In de voorste strijdlinies werd hij door een overmacht aan vijandige piekeniers gedood. Humphrey de Bohun werd bijgezet in de Dominicanenkerk van York.

## Nakomelingen
Uit zijn huwelijk met Elisabeth van Engeland werden elf kinderen geboren:
- Hugh de Bohun (in 1305 gestorven als kind)
- Maria de Bohun (in 1305 gestorven als kind)
- John de Bohun (overleden in 1335), graaf van Hereford
- Humphrey de Bohun (1309-1361), graaf van Hereford
- Eduard de Bohun (1311-1364)
- William de Bohun (overleden in 1360), graaf van Northampton
- Eleonora de Bohun (overleden in 1363), huwde eerst in 1327 met James Butler, graaf van Ormonde, en daarna met Thomas Dagworth
- Margaretha de Bohun (overleden in 1391), huwde met Hugh de Courtenay, graaf van Devon
- Edmund de Bohun, huwde met Maud de Bohun, tweede barones Segrave
- Eneas de Bohun (overleden voor 1343)
- Isabella de Bohun (overleden in 1316)